# Samantha Weinstein
Samantha Gail Weinstein (20 de março de 1995 – 14 de maio de 2023) foi uma atriz canadense.

## Carreira
Desde os seis anos de idade, ela atuou em filmes como Carrie, a Estranha (2013), Jesus Henry Christ (2011) e o curta-metragem Big Girl (2005), que lhe rendeu prêmios e reconhecimento.
Além de atriz, destacou-se como dubladora de desenhos animados e como cantora e guitarrista da banda Killer Virgins.

## Morte
Aos 28 anos, Weinstein perdeu a batalha contra o câncer de ovário no Hospital Princess Margaret, em Toronto.